# Guancha
Guancha é um gênero de esponja marinha da família Clathrinidae.

## Espécies
- Guancha apicalis Brøndsted, 1931
- Guancha arabica Miklucho-Maclay in Haeckel, 1872
- Guancha arnesenae Rapp, 2006
- Guancha blanca Miklucho-Maclay, 1868
- Guancha camura Rapp, 2006
- Guancha gracilis (Haeckel, 1872)
- Guancha guancha (Hackel, 1872)
- Guancha lacunosa (Bean in Johnston, 1842)
- Guancha loculosa (Haeckel, 1870)
- Guancha macleayi (Lendenfeld, 1885)
- Guancha pedunculata (Lendenfeld, 1885)
- Guancha pellucida Rapp, 2006
- Guancha philippina (Hackel, 1872)
- Guancha pulcherrima (Dendy, 1891)
- Guancha stipitata (Dendy, 1891)
- Guancha tetela Borojevic & Peixinho, 1976